# Istállóskő
De Istállós-kő is een 959 m hoge berg in het Hongaarse deel van de Karpaten. Het is de hoogste berg van het Bükkgebergte en de op twee na hoogste berg van Hongarije, na de Kékes en de Galya-tető in het Mátragebergte. 
De Istállós-kő ligt tussen de stadjes Lillafüred, Répáshuta, Szilvásvárad en Mónosbél. Ze ligt op 50 km ten noorden van de stad Eger.